# Pepi

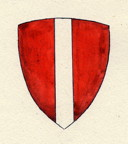
Arme Pepi: di rosso, al palo d'argento.

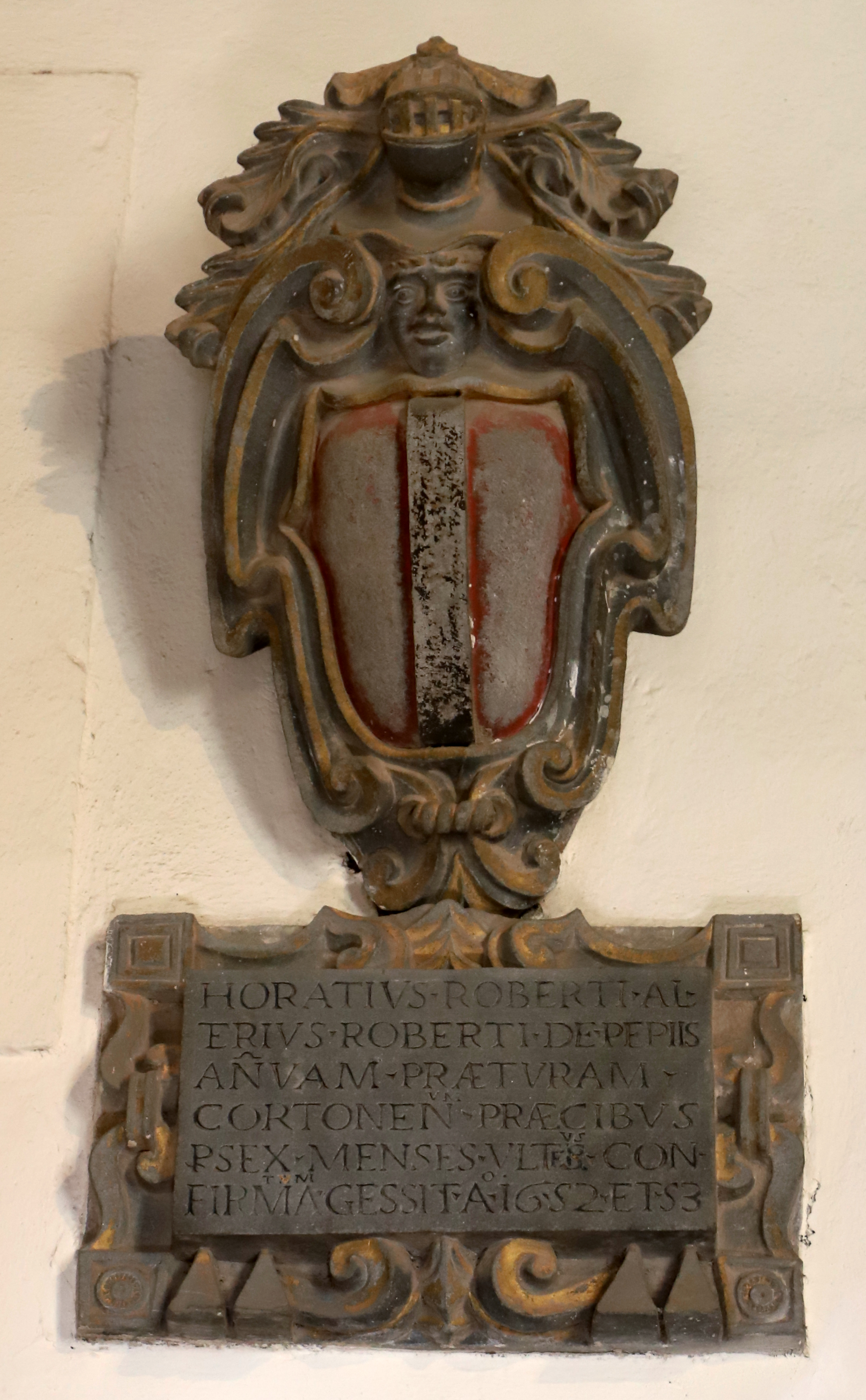
Stemma Pepi in Palazzo Casali, Cortona

I Pepi sono un'antica famiglia nobile fiorentina.

## Storia familiare
La tradizione vuole la famiglia originaria di Cipro e prima importatrice del pepe a Firenze, da cui prese il nome. Ebbero le loro case tra Santa Croce e San Remigio, in particolare spiccava palazzo Pepi nella via che da essi prese poi in nome, sebbene vi risiedessero solo dal 1653. 
L'albero genealogico della famiglia inizia con Giovanni Pepe, citato in un atto di vendita datato 1080. Successivamente si ha notizia di Ugo Pepe che partecipò alla Battaglia di Monteaperti.

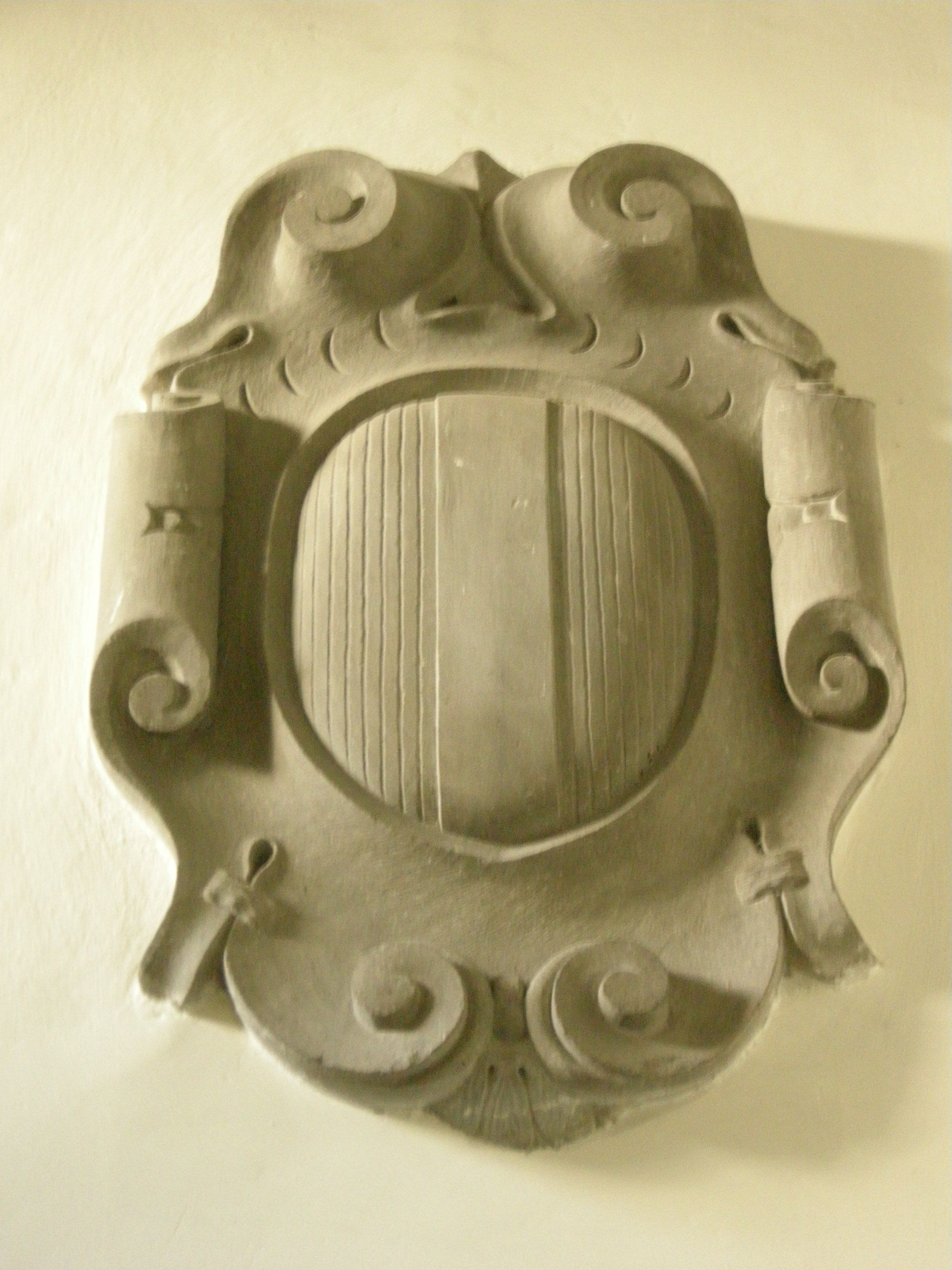
Stemma Pepi all'interno di Palazzo Pepi

Il ramo Pepi che si stabilì nel regno meridionale ebbe inizio con Adinolfo Pepi, signore di Contursi in epoca normanna; Pietro, figlio di Giovanni, fu segretario del re normanno Guglielmo il Buono. Guglielmo Pepi sposa Agrippina Rustico che porta in  dote Sicignano in Principato Citra. Nel 1360 i Pepi risultano patrizi napoletani e ascritti al Seggio di Portanova. Nel 1553 Marcantonio Pepi, giureconsulto e signore di Contursi, erige un monumento funebre a Bartolomeo e Girolamo Pepi nella chiesa di San Francesco delle Monache in Napoli, su cui è presente lo stemma di famiglia:" Di rosso al palo d'argento". Ortensio Pepi fu giureconsulto e presidente della Regia Camera della Sommaria in Napoli, sua figlia Cecilia (1629-1714) sposa il Duca di Vastogirardi, Carlo Petra, il loro stemma coniugale è presente sulla facciata del castello di Vastogirardi (Molise)
La famiglia ebbe un ruolo importate nella Repubblica fiorentia con le seguenti cariche politiche:
- Neri di Rustico: priore nel 1292, 1301, 1310 e Gonfaloniere di giustizia nel 1306
- Lapo del Bene di Rustico: Priore nel 1345
- Bernardo del Bene di Rustico: Priore nel 1348
- Piero del Bene di Rustico: Priore nel 1350, 1355
- Francesco di Pepe, lanaiolo: Priore nel 1369, 1373
- Gio di Francesco di Pepe: Priore nel 1381
- Angiolo di Francesco di Pepe: Priore nel 1381, 1389
- Giovanni di Franceschino di Pepi: Priore nel 1401, 1411, 1416
- Onesto di Bernardo del Bene: Priore nel 1425

- Ottaviano di Chirico: Priore nel 1434
- Chirico di Gio di Franceschino: Priore nel 1438, 1447 e Gonfaloniere di giustizia nel 1459
- Rustico di Gio di Franceschino: Priore nel 1447;
- Gio di Chirico di Gio: priore nel 1480
- Piero di Rustico di Giovanni: Priore nel 1486
- Francesco di Chirico di Giovanni: Priore nel 1493, 1502, e Gonfaloniere di Giustizia nel 1499, 1513
- Ruberto di Chirico di Giovanni, fu Priore nel 1495
- Neri di Chirico di Giovanni, fu Priore nel 1504[2]

Con l'avvento della famiglia Medici e la progressiva trasformazione da Signoria a Granducato i membri della famiglia Pepi ricoprirono alti incarichi nel territorio grazie anche ad una efficace strategia matrimoniale: il casato dal XVI al XVIII secolo si unisce alle famiglie dei Ridolfi, Medici, Gondi, Pecori, Grazzini, Niccolini, Macigni, Bocci, Cerrina Feroni. Su Roberto Pepi (1572-1634), mercante fiorentino, è stato compiuto uno studio approfondito da parte di Robert Burr Litchfield.
Si ricorda più recentemente un Pepi ingegnere che partecipò alla prima guerra mondiale e che in seguito si fece monaco benedettino col nome di don Ruperto.

## Proprietà
La famiglia abita tutt'oggi palazzo Pepi, nella stretta e lunga via de' Pepi, acquistato nel 1653 da Lucrezia Serragli, vedova Pucci. Ha posseduto la villa di Morulli (oggi villa Bertolini Carrega) e villa Pepi a Careggi. È tuttora proprietaria della villa Pepi nel podere di Vigliano, acquistato da Ruberto di Antonio Pepi (1515-1572), dei poderi di Torre all'Isola, acquistati nel 1655, delle Cetine a Rignano sull'Arno e di altre proprietà in Mugello. La famiglia ha una tomba nella chiesa di Santa Croce e cappelle più recenti alla villa Pepi di Vigliano, a San Remigio, Santa Maria Maddalena dei Pazzi, San Pietro a Careggi e nel cimitero di San Miniato.

## Stemma e titolo nobiliare
Lo stemma familiare ha la forma di scudo con palo d'argento su fondo rosso, due colori frequenti dell'araldica e si caratterizza per la sua semplicità. Nel 1751 la famiglia fu inserita nel registro dei libri d'oro ottenendo il titolo di Nobili patrizi fiorentini

## Archivio familiare

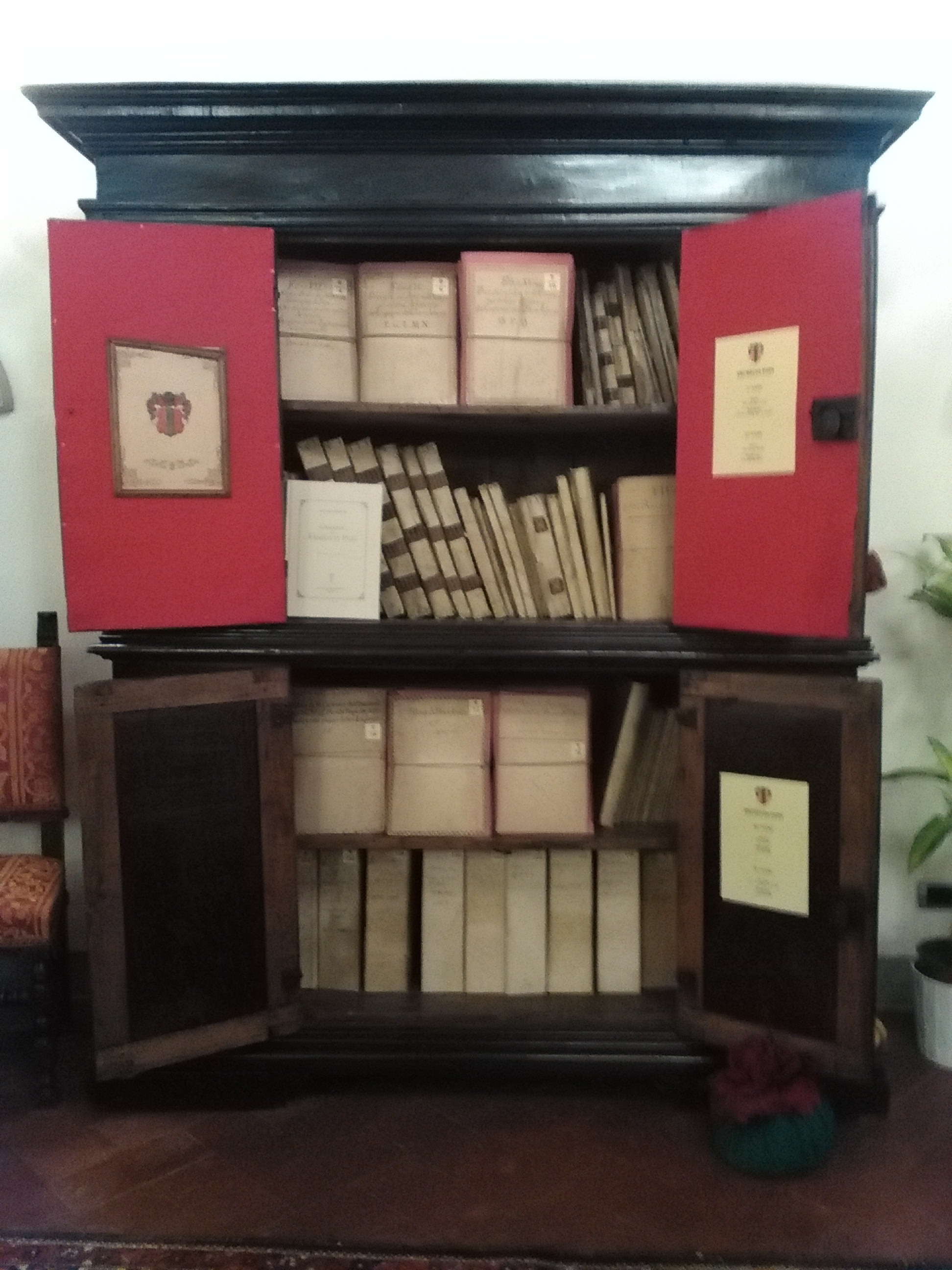
Armadio con l'archivio Pepi

Nell'ottobre 2015 è stato pubblicato l'inventario dell'archivio familiare, attualmente custodito nella sede originaria della famiglia Pepi in via dei Pepi a Firenze da Maria Luisa Pepi. L'archivio comprende un complesso di carte che vanno dalla metà del XV sec. ai giorni nostri. Su indicazione di Antonio Romiti, decano di archivistica all'Università di Firenze, l'analisi dell'archivio ha costituito la tesi di laurea di Riccardo Sacchettini discussa nel 2012; successivamente egli ha curato il lavoro di riordino dell'archivio, l'attribuzione definitiva delle serie e la sua pubblicazione. L'archivio è composto di 164 unità archivistiche: 31 filze, 109 registri, 24 buste.
La pubblicazione contiene un saggio di Luigi Borgia sulla storia del patriziato fiorentino, una introduzione storica, una nota archivistica e la sezione descrittiva della documentazione ed infine un corposo indice dei nomi.